# Énergie à Sainte-Hélène, Ascension et Tristan da Cunha
Les territoires de Sainte-Hélène, Ascension et Tristan da Cunha sont parmi les îles les plus isolées au monde. La question de leurs besoins énergétiques et la façon dont elles y subviennent est donc particulièrement sensible.

## Sainte-Hélène

### Énergies fossiles
La majorité de l'électricité sur l'île est produite par six générateurs diesel, d'une puissance totale de 7,6 MW. Avec l'avènement des énergies renouvelables sur l'île, la part du diesel est passée à environ 75 % de la production d'électricité en 2015.

### Énergies renouvelables
Il y a des éoliennes sur l'île depuis 1998, et l'installation de trois éoliennes d'une puissance de 80 kW chacune ; cependant, ces éoliennes rencontrèrent des problèmes de fiabilité, et l'entreprise qui les avait fournies fit par la suite faillite. Une autre entreprise reprit le projet, et en 2009 trois autres éoliennes furent installées ; en 2014, leur nombre fut porté à 12, pour une puissance totale de 0,96 MW. Le système fonctionne en couplage avec les générateurs diesel de l'île, pour assurer un service en continu tout en minimisant le recours au diesel. Depuis 2014, les éoliennes fournissent entre 15 % et 20 % de l'électricité sur l'île, et elles ont permis de réduire les émissions de CO2 de 7 000 tonnes.
Des panneaux solaires ont également été installés, tout d'abord (en 2014) sur quelques bâtiments publics pour une production relativement modeste ; puis, en 2015, un champ photovoltaïque d'une capacité de 0,5 MW a été installé sur un ancien champ de tir. La capacité photovoltaïque totale installée est de 1 MW.

## Ascension
On estime que l'île consomme entre 1000 kW et 3000 kW d'électricité, selon les besoins de la station radio de la BBC.

### Énergies fossiles
L'île est équipée d'une centrale de 4 générateurs à diesel, d'une capacité de 7 MW ; cette centrale assure aussi la désalinisation de 225 000 litres d'eau par jour. Elle a été construite par la BBC en 1966 afin de subvenir aux besoins de sa station relais, qui retransmet environ 1 800 heures de radio en ondes courtes chaque mois vers le continent africain ; mais la centrale sert aussi aux autres intérêts britanniques sur l'île.

### Énergies renouvelables
Les énergies renouvelables sont présentes sur l'aérodrome militaire Ascension Auxiliary Airfield (qui sert notamment à observer les satellites pour la NASA) depuis 1996, date à laquelle 4 éoliennes ont été installées sur la base, fournissant une puissance totale maximale de 1 MW. Les éoliennes fournissent environ 2,5 GWh d'énergie chaque année, ce qui économise plus d'un million de litres de diesel et 300 000 dollars par an. La base a aussi installé des panneaux solaires ; elle a reçu en 2008 une distinction de qualité environnementale.
En 2010, cinq éoliennes ont été installées sur la English Bay, pour une puissance totale de 1,65 MW raccordée au réseau électrique civil. Ces éoliennes sont couplées avec les générateurs diesel, afin d'assurer la continuité du service électrique tout en essayant de réduire la quantité de diesel utilisée. Ces éoliennes, fabriquées en Allemagne par Enercon, ont la particularité de tourner pour suivre la direction du vent. Le vent sur l'île d'Ascension est tout le temps présent et relativement fort ; de plus, la disponibilité du vent semble être plutôt bien corrélée avec la demande d'électricité. Sur les années 2010-2015, les éoliennes ont fourni environ 2 GWh d'énergie, ce qui représente en moyenne 25 % de la consommation totale, et environ 700 tonnes de CO2 économisées chaque année. Ces éoliennes sont en cours de rénovation afin de les rendre plus puissantes.

## Tristan da Cunha

### Énergies fossiles
Il y a 3 générateurs à diesel sur l'île pour fournir toute l'électricité. Les maisons sont chauffées au gaz. Ces énergies fossiles sont importées à 100%.
Le 13 février 2008, la conserverie de homards fut victime d'un incendie et totalement détruite, et avec elle les générateurs de diesel, mais pas les citernes. L'île fonctionna avec un générateur de secours pendant quelque temps, et un nouveau générateur arriva le 7 mars, et mis en service le 14.
Le CTBTO a une station consacrée à l'écoute (hydroacoustique) de l'océan, pour détecter notamment des explosions nucléaires sous l'eau. Une source d'énergie continue et indépendante a été installée sur l'île pour les générateurs ; depuis mars 2004, cette source d'énergie fournit de l'électricité au reste de l'île gratuitement pendant 8h pendant la nuit, ce qui permet à l'île d'avoir de l'électricité 24 heures par jour.

### Énergies renouvelables
L'île a tenté dans les années 1980 de générer une partie de son électricité à l'aide d'énergie renouvelable, mais sans succès. Quelques panneaux solaires furent installés sur des maisons mais n'ont pas donné grand-chose. Une éolienne fut installée en 1982 sur l'île pour tirer avantage des vents de nord-ouest fréquents sur l'île ; cependant, les problèmes furent nombreux, et après 408 jours, l'éolienne se cassa lors d'un coup de vent violent mais pas exceptionnel. L'île n'a jamais obtenu de l'entreprise ou du gouvernement anglais de compensation pour l'argent qu'elle avait investi à leur demande ; les habitants se méfiaient depuis des projets d'énergie renouvelable.
En 2015, l'entreprise Enviroconsult (qui gère le site du CTBTO depuis 2006) fut choisie pour installer deux systèmes d'énergie solaire, sur des fonds de développement européens. Cinq chauffe-eau solaires furent installés, ainsi qu'une petite centrale photovoltaïque de 6,5 kW de capacité. L'entreprise et l'île tentent également de trouver d'autres possibilités pour potentiellement amener l'île à 40% d'énergies renouvelables en 2020.